# Dímero

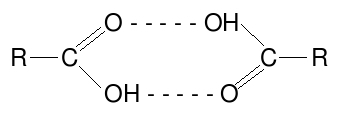
Dímero de ácido carboxílico.

Dietilenoglicol é um dímero de etilenoglicol.

- Em química, um dímero (composto por duas partes) é uma molécula composta por duas unidades similares ou monômeros unidos. É um caso especial de polímero. Os dímeros mais comuns são do tipo açúcares; sacarose, por exemplo, é um dímero de uma molécula de glucose e uma molécula de frutose.

Um exemplo é o diciclopentadieno, o qual é um o dímero de ciclopentadieno, relacionando-se a química de haletos, envolvendo ligações de halogênios.
- Em física, um dímero é um termo aplicado à interação intermolecular de duas moléculas idênticas mais próximas e juntas que outras. Não há ligações covalentes entre as moléculas que constituem um dímero físico. O ácido acético é um exemplo onde as ligações de hidrogênio proporcionam a interação.
- Em biologia e bioquímica, um dímero é uma proteína composta por duas subunidades. Em um homodímero, as duas subunidades são idênticas, e em um heterodímero são diferentes.